# 新烏克蘭 (盧甘斯克州)
49°23′32″N 39°30′43″E / 49.39222°N 39.51194°E
新烏克蘭（烏克蘭語：Нова Україна）是位於烏克蘭東部的村莊，由盧甘斯克州舊比利斯克區的馬爾基夫卡市鎮負責管轄。該村始建於1914年，面積0.07平方公里，海拔高度109米，2001年人口33，人口密度每平方公里471.4人。